# Mercedes-Benz Classe CLA (Type 118)
La Mercedes-Benz Classe CLA Type 118 est une voiture compacte fabriquée par le constructeur automobile allemand Mercedes-Benz depuis début 2019. Elle est la seconde génération de Classe CLA et remplace la Type 117 qui était produite de 2013 à 2019.
La Classe CLA Type 118 est proposée en deux carrosseries différentes : berline coupé et Shooting-Brake.

## Historique
- Janvier 2019 : présentation de la C118 à Las Vegas.
- Début 2019 : lancement de la C118 (berline coupé).
- Mi-2019 : lancement de la X118 (Shooting-Brake).
- Juin 2020 : lancement de la motorisation hybride (CLA 250 e).

Présentation
La seconde génération de coupé 4 portes Mercedes CLA est présentée au Consumer Electronics Show de Las Vegas, aux États-Unis, en janvier 2019, dans une livrée noire aux liserés orange baptisée Edition 1, avant son exposition publique en version de série au salon de Genève en mars et une commercialisation en mai 2019.

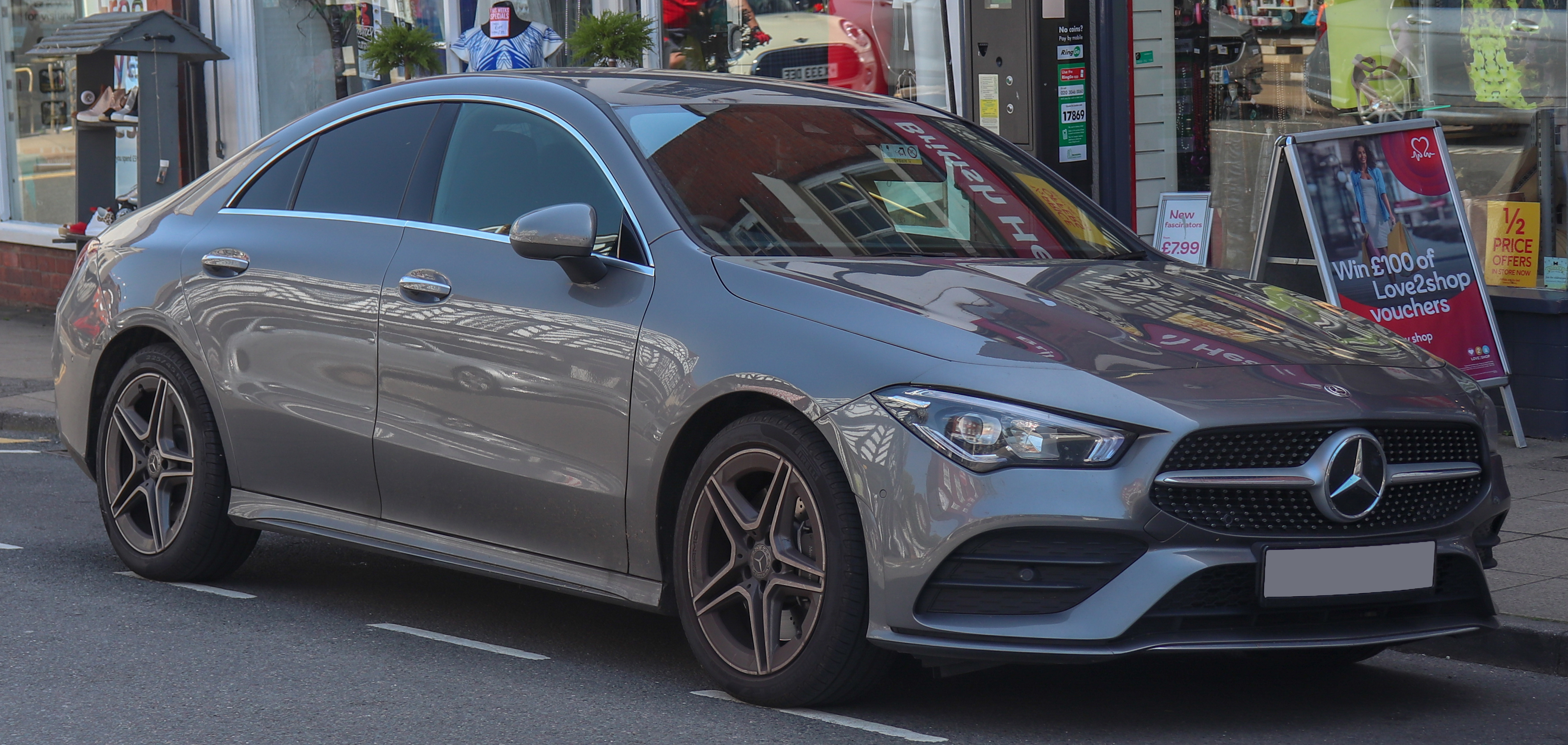
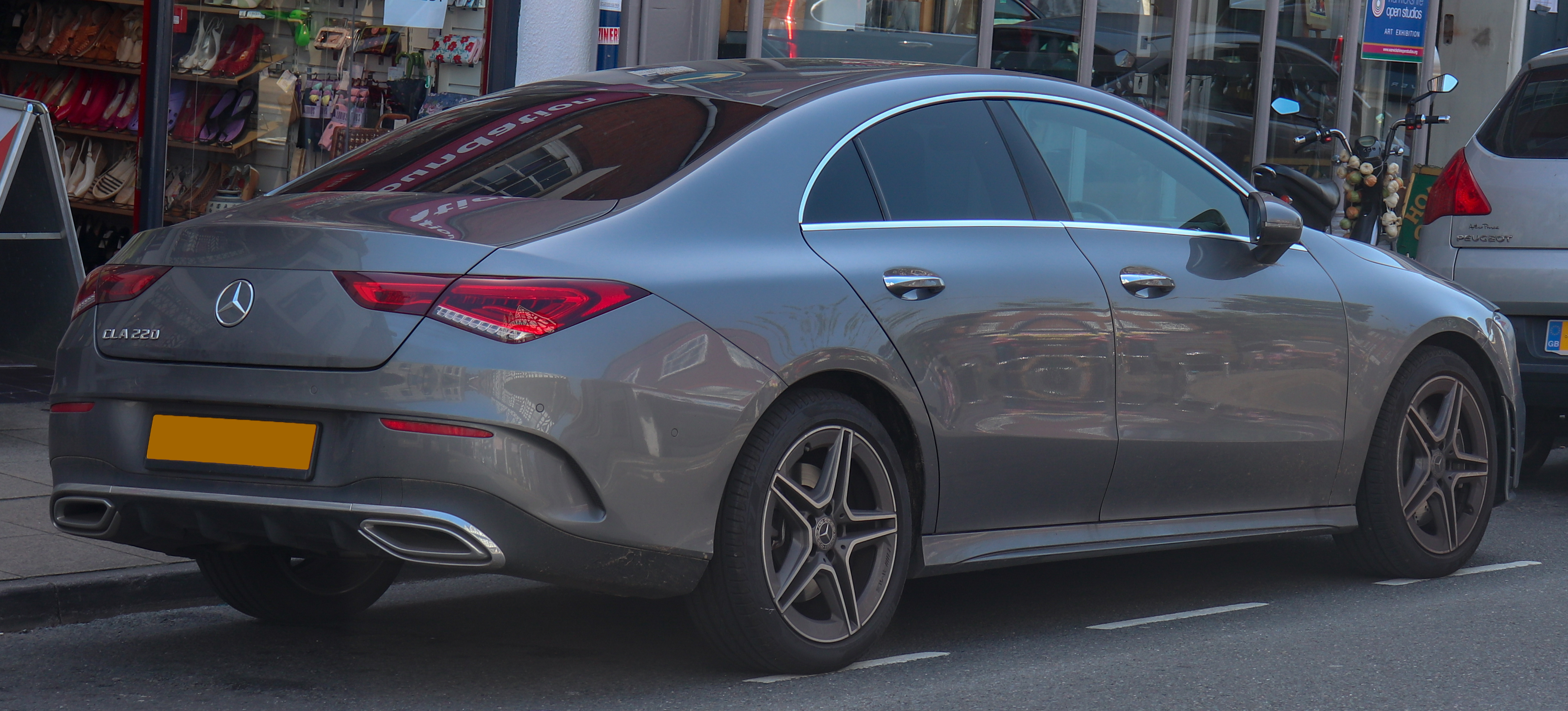

## Les différentes versions
|                       | Versions                  | 2019             | 2020           | 2021           | 2022           | 2023 >         |
| Classe CLA (Type 118) | Classiques (C118 et X118) | CLA 180          | CLA 180        | CLA 180        | CLA 180        | CLA 180        |
| Classe CLA (Type 118) | Classiques (C118 et X118) | CLA 180 d        |                |                |                |                |
| Classe CLA (Type 118) | Classiques (C118 et X118) | CLA 200          |                |                |                |                |
| Classe CLA (Type 118) | Classiques (C118 et X118) | CLA 200 d        |                |                |                |                |
| Classe CLA (Type 118) | Classiques (C118 et X118) | CLA 200 d 4MATIC |                |                |                |                |
| Classe CLA (Type 118) | Classiques (C118 et X118) | CLA 220          | CLA 220 4MATIC | CLA 220 4MATIC | CLA 220 4MATIC | CLA 220 4MATIC |
| Classe CLA (Type 118) | Classiques (C118 et X118) | CLA 220 d        |                |                |                |                |
| Classe CLA (Type 118) | Classiques (C118 et X118) | CLA 220 d 4MATIC |                |                |                |                |
| Classe CLA (Type 118) | Classiques (C118 et X118) | CLA 250          |                |                |                |                |
| Classe CLA (Type 118) | Classiques (C118 et X118) | CLA 250 4MATIC   |                |                |                |                |
| Classe CLA (Type 118) | Classiques (C118 et X118) | CLA 250 e        |                |                |                |                |
| Classe CLA (Type 118) | AMG (C118 et X118)        | CLA 35 4MATIC    | CLA 35 4MATIC  | CLA 35 4MATIC  | CLA 35 4MATIC  | CLA 35 4MATIC  |
| Classe CLA (Type 118) | AMG (C118 et X118)        | CLA 45 4MATIC+   |                |                |                |                |

Légende couleur : Essence ; Diesel ; Hybride 

### Carrosseries
Berline Coupé (C118)
- Carrosserie standard de la gamme.

Shooting-Brake (X118)

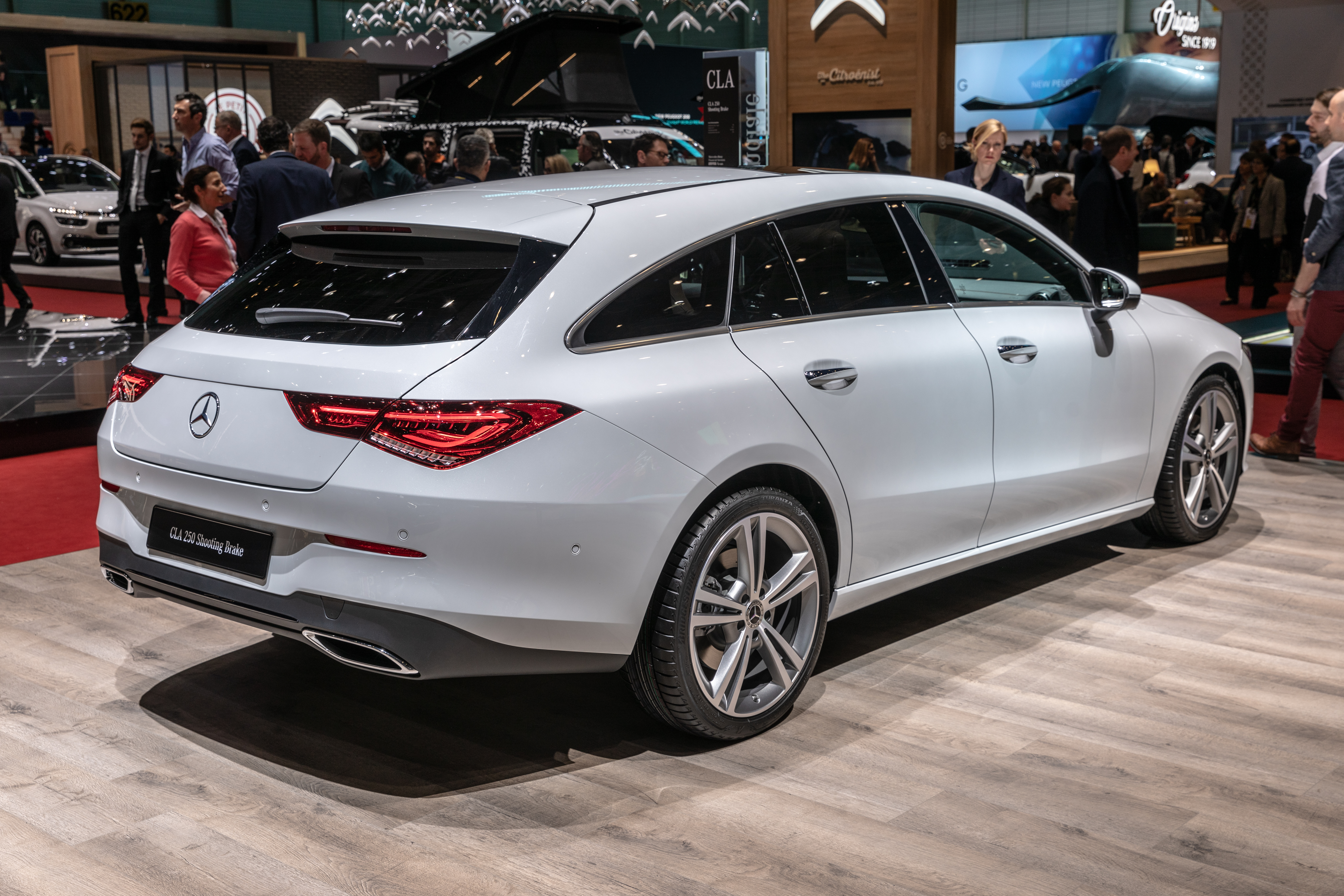
CLA Shooting-Brake (X118).

- Déclinaison Shooting-Brake de la Mercedes-Benz C118.

### Version spécifiques
AMG
- Voir : Mercedes-AMG Type 118.

### Les séries spéciales
Edition 1 (AMG Line +)

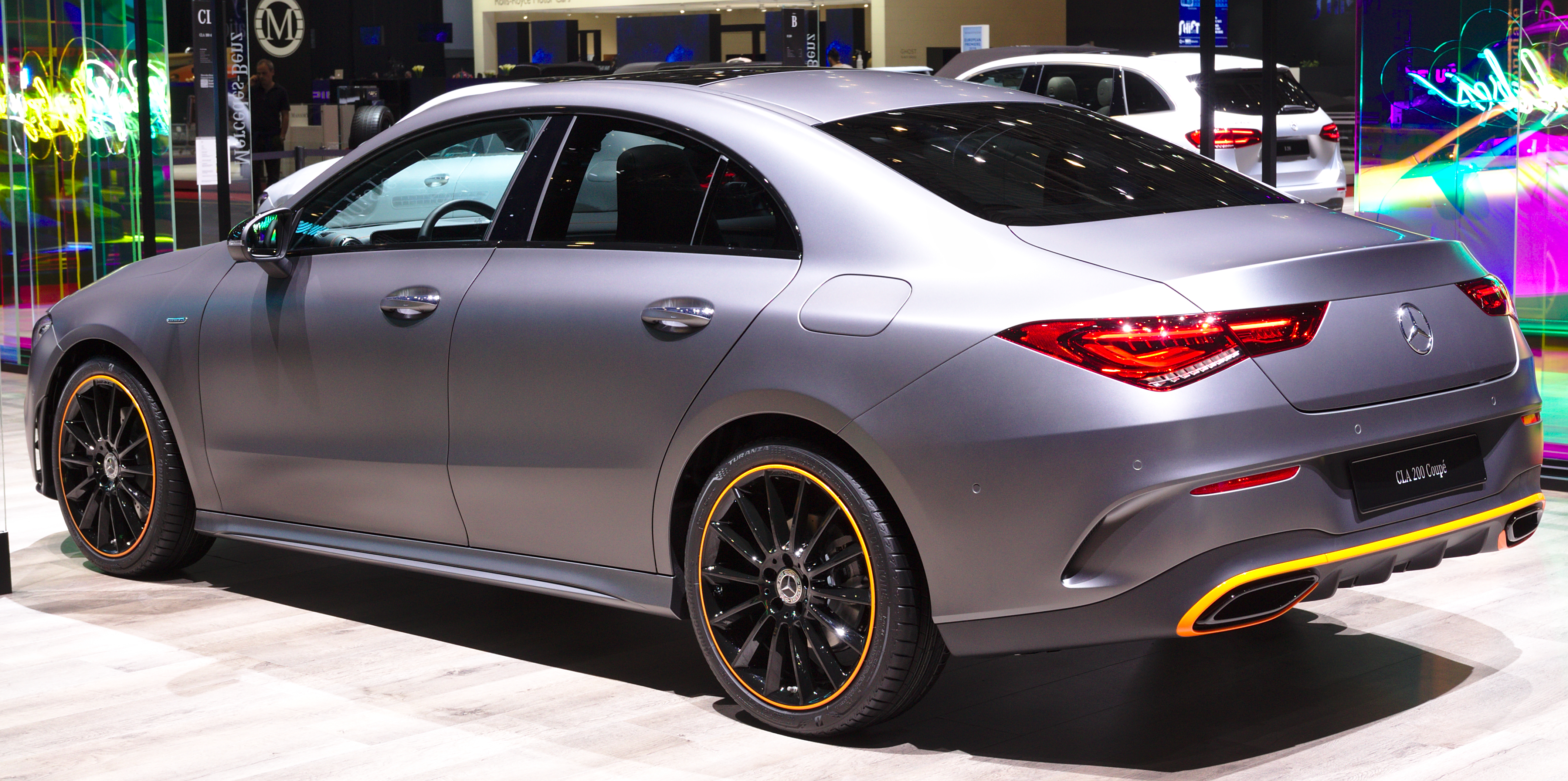
Mercedes-Benz CLA 200 Edition 1.

Uniquement la première année de commercialisation
- Équipements extérieurs supplémentaires :
  - Jantes en alliage de 19 pouces
  - Jupes avant/arrière AMG avec inserts orange
  - Pack Sport Black

- Équipements intérieurs supplémentaires :
  - Buses de ventilation chromées
  - Inserts décoratifs spécifiques
  - Sièges sport avec surpiqûres orange
  - Tapis de sol avec logo Edition 1

## Caractéristiques

### Chaîne cinématique

#### Moteurs
La Type 118 a été présentée avec une unique motorisation essence, avant une arrivée d'autres motorisations essence et diesel dès sa commercialisation, ainsi que la transmission intégrale 4MATIC. Elle en a aujourd'hui onze de disponible dont cinq en essence, cinq également en diesel et un en hybride essence.
- Du côté des moteurs essence :
  - le M 282 quatre cylindres en ligne à injection directe de 1,3 litre avec turbocompresseur faisant 136 et 163 ch. Disponible sur les CLA 180 et 200.
  - le M 260 quatre cylindres en ligne à injection directe de 2,0 litre avec turbocompresseur faisant 190, 224 et 306 ch. Disponible sur les CLA 220 et 250 (plus versions 4MATIC).

- Du côté des moteurs diesel :
  - le OM608 (en) quatre cylindres en ligne à injection directe Common Rail de 1,4 litre avec turbocompresseur faisant 116 ch. Disponible sur la CLA 180 d.
  - le OM 654 quatre cylindres en ligne à injection directe Common Rail de 1,9 litre avec turbocompresseur faisant 150 et 190 ch. Disponible sur les CLA 200 d et 220 d (plus versions 4MATIC ; Shooting-Brake uniquement).

- Du côté du moteur hybride essence :
  - le M 282 quatre cylindres en ligne à injection directe de 1,3 litre avec turbocompresseur faisant 136 et 160 ch. Il est accouplé à un moteur de 102 ch. La puissance combinée est de 215 ch. Disponible sur la CLA 250 e.

Tous les moteurs sont conformes à la norme anti-pollution Euro 6.

#### Boîte de vitesses et transmission
Les CLA Type 118 avec motorisation essence sont principalement équipées d'une boîte de vitesses automatique à 7 rapports nommée 7G-DCT ; les versions diesel sont munies d'une boîte de vitesses automatique à 8 rapports nommée 8G-DCT. La CLA peut également être équipée d'une boîte manuelle à 6 rapports.

### Châssis et carrosserie
La Mercedes-Benz CLA Type 118 est basée sur la plateforme technique MFA2 qu'elle partage avec les Classe A berline bicorps (W177) et tricorps (V177).

### Finitions

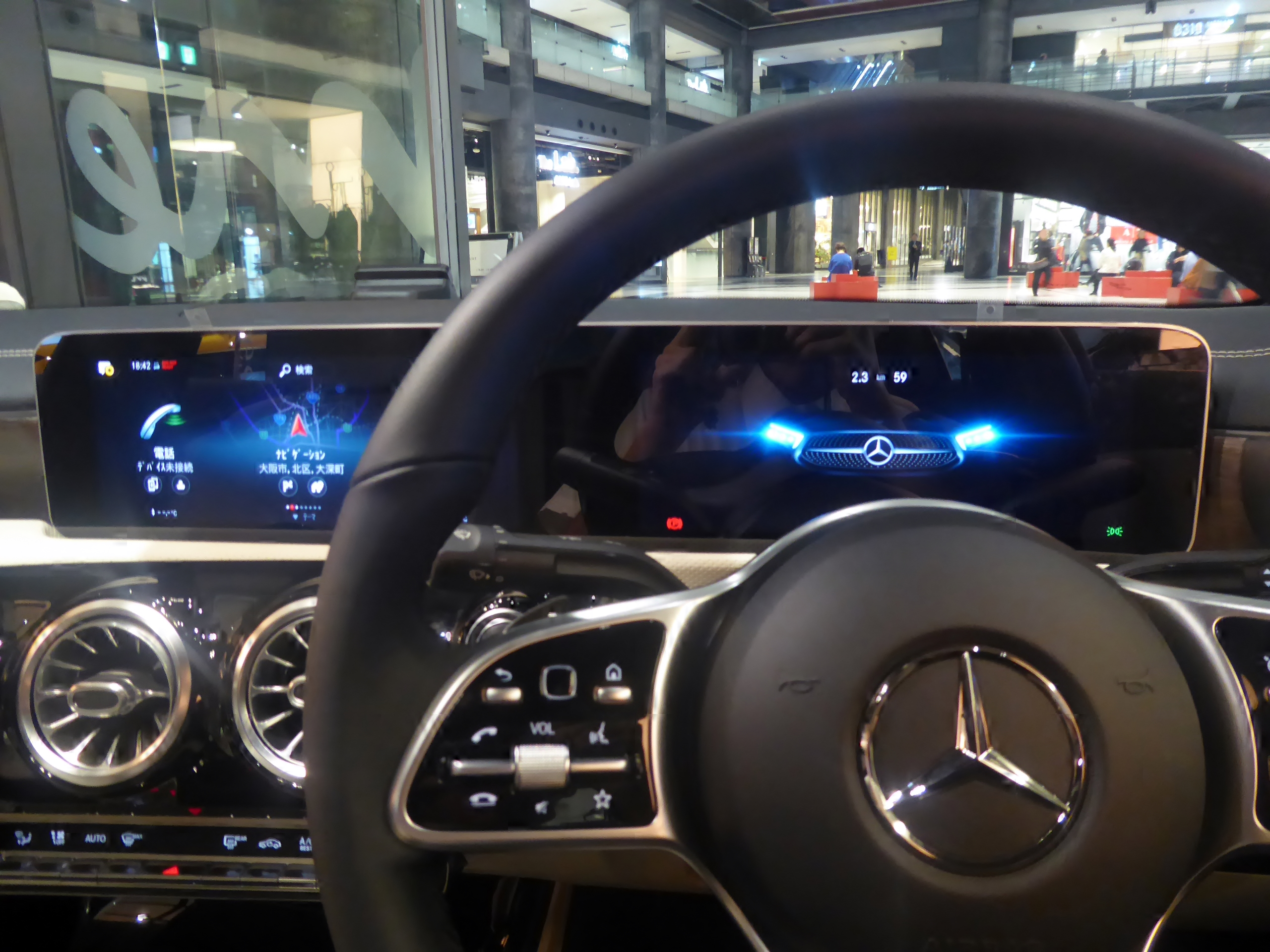
Écrans numériques de la CLA 250 4MATIC.

Comme sa petite sœur la Classe A, la CLA reçoit le système multimédia MBUX, constitué de deux écrans numériques de 10,25 pouces formant une dalle face au conducteur, associés au système à commande vocale « Hey Mercedes ».
En France, la CLA Type 118 propose deux finitions :
- Progressive Line
  - Caméra de recul
  - Démarrage sans clé
  - Instrumentation digitale (écran de 7 p)
  - Jantes en alliage de 18 pouces
  - Navigation GPS
  - Phares à LED
  - Rétroviseurs rabattables électriquement
  - Sellerie faux cuir/tissu
  - Système multimédia MBUX avec écran de 10,25 p

- AMG Line
  - Kit carrosserie AMG
  - Pédalier en alu
  - Sièges sport
  - Volant sport à méplat

En Belgique, une version "de base" est également proposée, équipée de jantes en alliage de 16 pouces et de deux écrans de 7 pouces.

## Mercedes-AMG Type 118
La Mercedes-AMG Classe CLA Type 118 est un coupé sportif dérivé de la Mercedes-Benz CLA Type 118, également disponible en version Shooting-Brake.

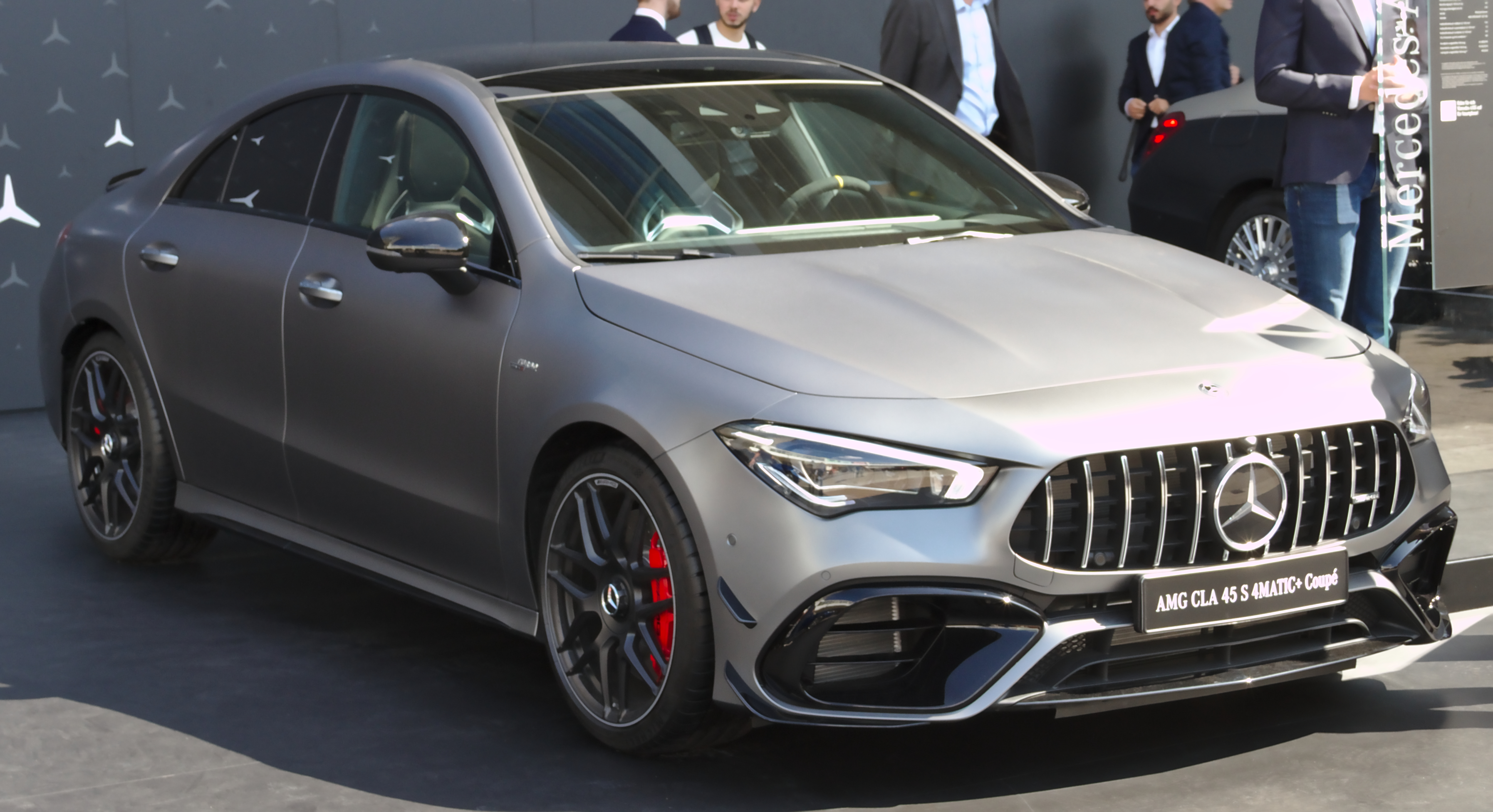
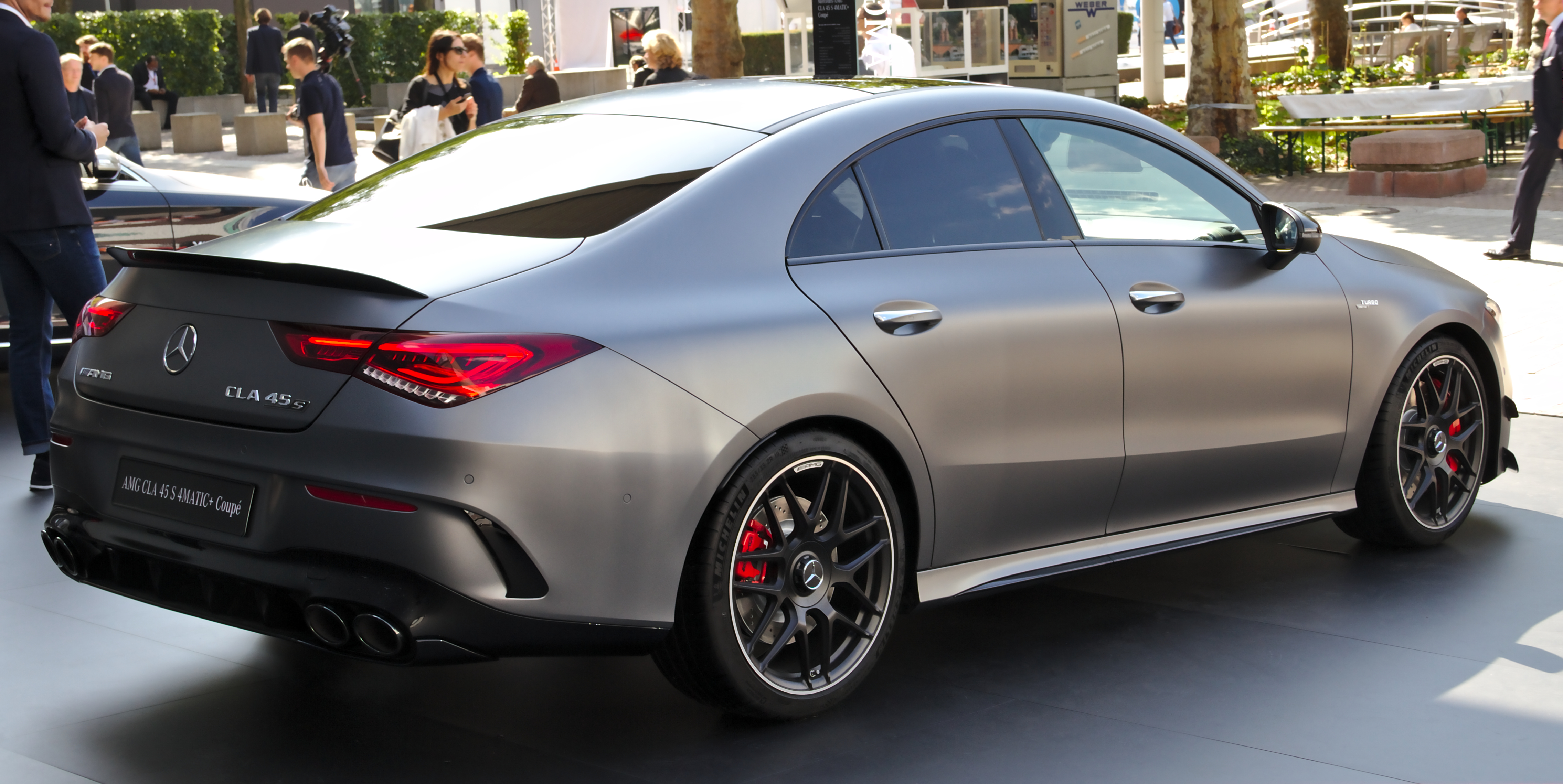

### Caractéristiques

#### Mécanique
La CLA Type 118 AMG est équipée d'une boîte de vitesses automatique à 7 rapports nommé 7G-DCT.

#### Motorisations
La Type 118 AMG à possède deux motorisations différentes de quatre cylindres en essence uniquement.

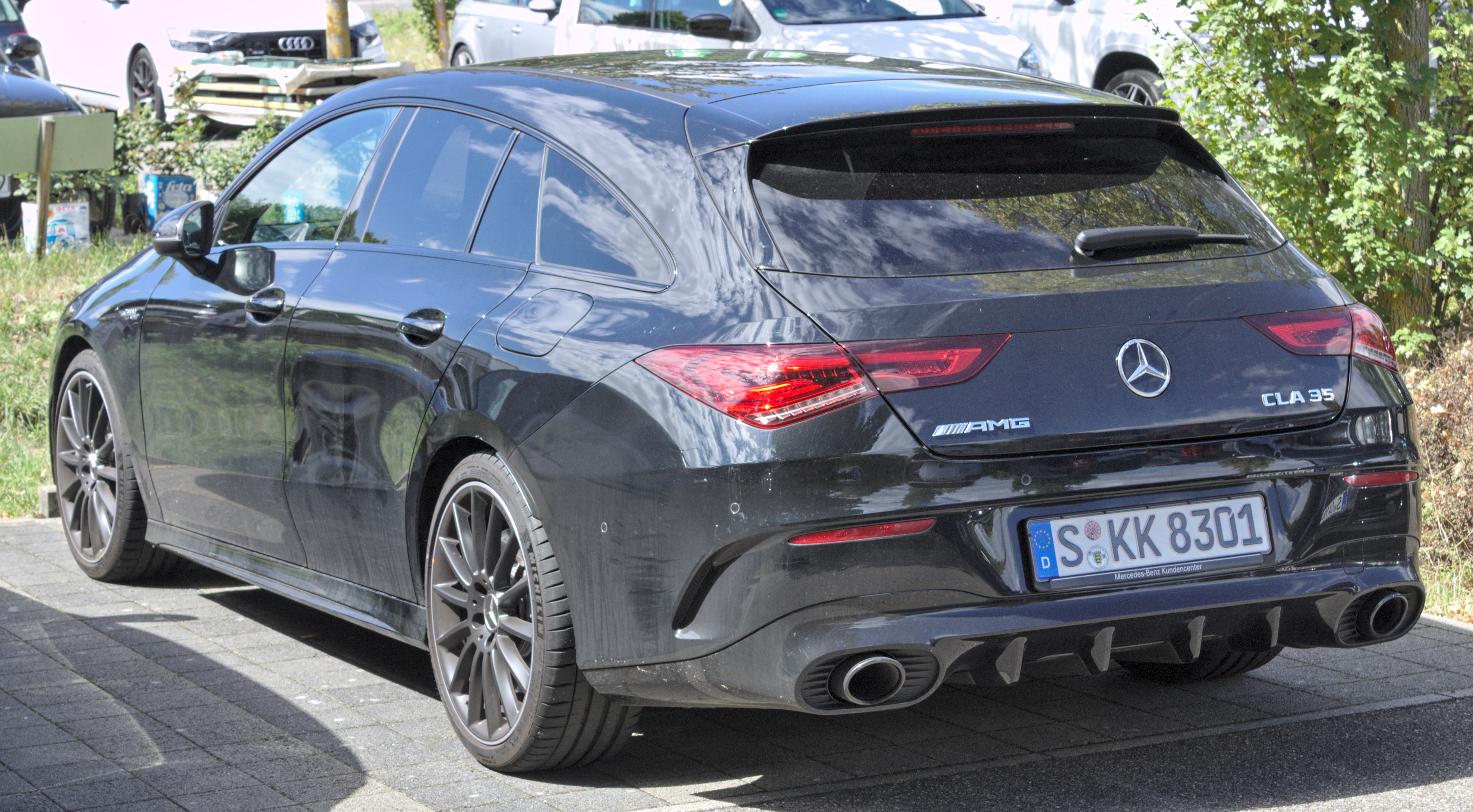
Vue arrière de la CLA 35 4MATIC Shooting-Brake (X118).

- 4 cylindres en ligne - 306 ch - 0 à 100 km/h en 4,9 s - 250 km/h[5]
- 4 cylindres en ligne - 421 ch - 0 à 100 km/h en 4 s - 270 km/h